# Artur Grabowski
Artur Grabowski (ur. 1967 w Krakowie) – polski poeta, dramaturg, eseista, prozaik, twórca teatralny, profesor dr. hab., wykładowca Uniwersytetu Jagiellońskiego

## Twórczość
Autor siedmiu tomów wierszy: "Z didaskaliów", "Pojedynek", "Ziemny początek", "Szary człowiek", "Jaśnienie" "Ładne kwiatki", "Trzy wyspy" (za ten tom otrzymał nominację do Nagrody Poetyckiej im. Konstantego Ildefonsa Gałczyńskiego 2025) oraz wyboru wierszy "Wersje" (PIW, Warszawa 2018); tomów esejów: "Klatka z widokiem", o literaturze europejskiego modernizmu (Kraków 2004), "Uzmysłowienia", o teatrze, filmie i plastyce (Kraków 2011), "Co myślą wiersze", o filozofii poezji polskiej XX wieku (Kraków 2021); dwóch tomów dramatów "Do trzech razy sztuka" (Kraków 1999) i "Trzy, cztery - tragedia!" (Kraków 2015) oraz pracy teoretycznej o semantyce nowoczesnego wiersza "Wiersz - forma i sens" (Kraków 1999), książki "Herbert-Hermes" (Kraków 2013) o twórczości Zbigniewa Herberta w kontekście porównawczym, oraz monografii "Prawdziwy Dramat Teatru. O metateatrze i metadramacie Bogusława Schaeffera" (Kraków 2017). Autor powieści w formie dziennika "Am. Dziennik z drugiej strony" (PIW, Warszawa 2018), nominowany do Nagrody im. J. Mackiewicza 2019. Profesor na Wydziale Polonistyki UJ, a także uniwersytetów amerykańskich w Chicago, w Seattle, w Buffalo, kierownik podyplomowych Studiów Literacko-Artystycznych UJ. Jest współredaktorem naukowym serii "Dramat polski. Reaktywacja" (IBL PAN) oraz założycielem i redaktorem serii "Nasze dramaty" (Księgarnia Akademicka). Prowadził warsztaty teatralne w Polsce, we Włoszech, w Stanach Zjednoczonych, we Francji, w Indiach, w Gruzji. Autor przekładów poezji z angielskiego i włoskiego. Spektakl na podstawie jego dramatu "Derby. Białoczerwoni", stworzony przez łódzki teatr Chorea, w reżyserii Tomasza Rodowicza, został nagrodzony Złotą Maską za sezon 2014/15, a powieść "Am. Dziennik z drugiej strony" była nominowana do nagrody im. Mackiewicza. Stypendysta Fundacji Fulbrighta, Fundacji Kościuszkowskiej, Komisji Europejskiej, MKiDN, Baltic Center w Visby, ZAIKS.